# Ivan Balykin
Ivan Balykin, né le 26 novembre 1990 à Naberejnye Tchelny, est un coureur cycliste russe (il est également de nationalité italienne), passé professionnel en 2014. Il court sous licence italienne jusque fin mai 2014. 

## Biographie
Ivan Balykin naît le 26 novembre 1990 à Naberejnye Tchelny en URSS. Il possède les nationalités russes et italiennes.
Membre de l'US Fausto Coppi Gazzera Videa de 2009 à 2011, il court en 2012 pour Petroli Firenze puis en 2013 pour GS Podenzano. Il devient professionnel en 2014 lorsqu'il est recruté par l'équipe continentale professionnelle russe RusVelo. Il remporte alors la 2e étape du Baltic Chain Tour et termine 3e du Duo normand avec son coéquipier Artem Ovechkin. En 2015, il remporte Maykop-Ulyap-Maykop.

## Palmarès et classements mondiaux

### Palmarès sur route
- 2008
  - Coppa Valsenio
- 2009
  - 3e de Milan-Busseto
- 2010
  - 2e du Giro dei Tre Ponti
  - 3e du Grand Prix Camon
- 2011
  - 3e de Milan-Busseto
  - 3e du Circuito Valle del Resco
  - 3e de Vicenza-Bionde
  - 3e du Trofeo Comune di Lamporecchio
- 2012
  - 3e du  Gran Premio La Torre
- 2013
  - Mémorial Benfenati
  - Medaglia d'Oro Consorzio Marmisti Valpantena
  - Gran Premio Sportivi San Vigilio
  - Mémorial Rino Fiori
  - Grand Prix San Luigi
  - 2e de Milan-Tortone
  - 2e du Gran Premio d'Autunno
- 2014
  - 2e étape du Baltic Chain Tour
  - 3e du Duo normand (avec Artem Ovechkin)
- 2015
  - Maykop-Ulyap-Maykop
- 2017
  - Challenges de la Marche verte - Grand Prix Oued Eddahab
  - 2e étape du Tour d'Ankara
  - 3e étape du Tour de Bihor
- 2018
  - 2e étape du Tour de Mésopotamie
  - 2e étape du Tour de Mevlana
  - 2e du Tour de Mevlana
  - 3e du Grand Prix Alanya

### Classements mondiaux
| Année           | 2010 | 2011 | 2012 | 2013 | 2014 | 2015 | 2016   | 2017 |
| --------------- | ---- | ---- | ---- | ---- | ---- | ---- | ------ | ---- |
| UCI Europe Tour | 815e | nc   | nc   | 705e | 222e | 193e | 1 364e | 959e |

### Palmarès sur piste

#### Championnats nationaux
- 2007
  - 3e du championnat d'Italie de poursuite par équipes juniors
- 2008
  -  Champion d'Italie de poursuite par équipes juniors (avec Danilo Besagni, Alberto Petitto et Luca Pirini)
  -  Champion d'Italie de l'américaine juniors (avec Luca Pirini)
- 2010
  - 3e du championnat d'Italie de vitesse par équipes
- 2011
  - 3e du championnat d'Italie de poursuite par équipes
  - 3e du championnat d'Italie de vitesse par équipes